# Stazione di Amagasaki (Hanshin)

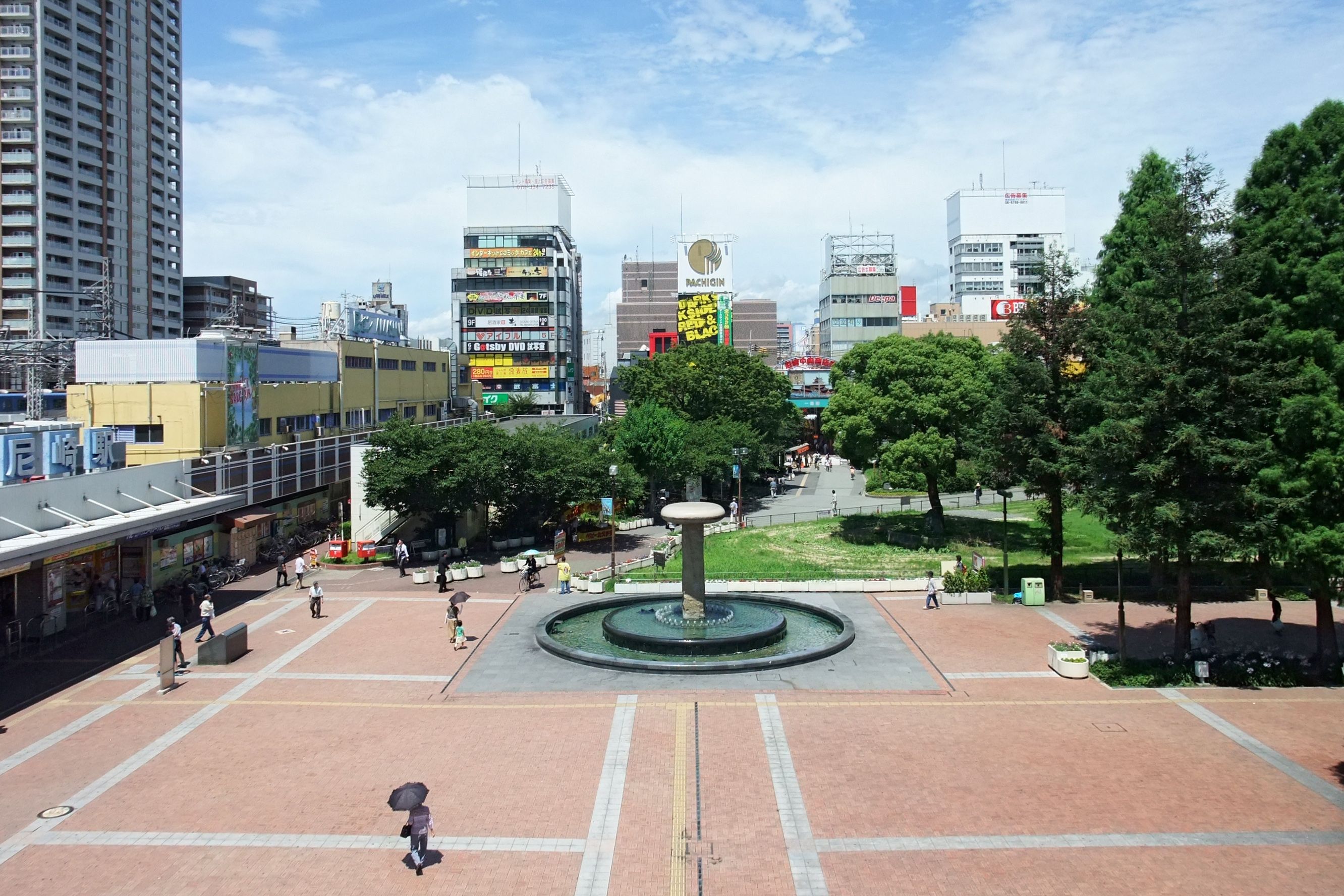
Vista del piazzale della stazione

La stazione di Amagasaki (尼崎駅?, Amagasaki-eki) è una delle principali stazioni ferroviarie della città di Amagasaki nella prefettura di Hyōgo in Giappone. Dista 8.9 km ferroviari dal capolinea di Umeda per la linea principale ed è la stazione di origine della linea Hanshin Namba.

## Linee
Ferrovie Hanshin
■ Linea principale Hanshin
■ Linea Hanshin Namba

## Struttura
La fermata è realizzata su viadotto e dispone di quattro marciapiedi a isola con sei binari passanti.
| 1-2 | ■ Linea principale Hanshin | per Noda e Umeda                                                            |
| 3   | ■ Linea Hanshin Namba      | per Nishikujō, Dome-mae, Ōsaka Namba, e Kintetsu-Nara                       |
| 4   | ■ Linea principale Hanshin | per Kōshien, Sannomiya, Akashi e Himeji (treni provenienti da Namba e Nara) |
| 5-6 | ■ Linea principale Hanshin | per Kōshien, Sannomiya, Akashi e Himeji                                     |

## Stazioni adiacenti
| «                               | Servizio                          | »                        |
| Linea principale Hanshin        | Linea principale Hanshin          | Linea principale Hanshin |
| ------------------------------- | --------------------------------- | ------------------------ |
| Daimotsu                        | Locale                            | Deyashiki                |
| Chibune                         | Semiespresso                      | Mukogawa                 |
| Noda                            | Espresso                          | Mukogawa                 |
| L'Esp. Lim. sezionale non ferma |                                   |                          |
| Umeda                           | Esp. Lim. Esp. Lim. diretto       | Kōshien                  |
| Umeda                           | Esp. Lim. diretto1                | Sannomiya                |
| Linea Hanshin Namba             |                                   |                          |
| Capolinea                       | Locale Semiesp. sez. Semiespresso | Daimotsu                 |
| Nishikujō                       | Rapido espresso                   | Mukogawa                 |
| Nishikujō                       | Rapido Espresso2                  | Kōshien                  |

- 1: Solo la mattina e in direzione Umeda
- 2: Mattina e sera dei giorni feriali